# Aeroporto de Ano Bom
Aeroporto de Ano Bom (IATA: NBN, ICAO: FGAB) é um aeroporto em San Antonio de Palé, Ano-Bom, Guiné Equatorial.

## Informações
O aeroporto situa-se a oeste de San Antonio de Palé na ilha de Ano Bom, que fica ao sul da linha do Equador. Foi inaugurado em 15 de outubro de 2013 com a presença de Teodoro Obiang Nguema Mbasogo, o presidente da Guiné Equatorial.